# Bluff Creek Round Up
Der Bluff Creek Round Up war eine US-amerikanische Country-Sendung, die vom Radiosender KOMA aus Oklahoma City, Oklahoma gesendet wurde.

## Geschichte

### Anfänge
Der erste Bluff Creek Round Up wurde an einem Samstagabend im November 1944 ausgestrahlt. Die Idee zu dieser Barn Dance Show kam von dem Manager des Sender, Kenyon Brown. Brown hatte sich gegen den Widerstand anderer Radiomitarbeiter durchzusetzen, die der Meinung waren, eine Show dieses Typs würde nicht genug Zuschauer anziehen. Letztendlich wurden die Shows dann doch im Shrine Auditorium von Anfang an ausverkauft aus Oklahoma gesendet.

### Erfolge
Brown brachte Hiram Higsby als Moderator für die Show ein. Higsby hatte bereits ausreichend Erfahrung im Geschäft, da er neun Jahre bei WLS in Chicago, fünf Jahre mit den Brush Creek Follies, bei KMOX und bei der Grand Ole Opry gearbeitet hatte. Innerhalb von zwei Jahren stieg die Show zu Oklahomas größter und erfolgreichster Country-Sendung auf; bis 1946 hatten ungefähr 200.000 Zuschauer den Bluff Creek Round Up besucht und weitaus mehr über das Radio gehört.
Guy Sanderson und die Bluff Creek Rounders waren die Hausband der Show. Eigentlich war die Gruppe eine Big Band, die in der Woche in den großen Nachtclubs Oklahoma Citys spielte. Für die Show adaptierten sie die ländliche Country-Musik und begleiteten so die Künstler, die keine eigene Band hatten.
Einige Stars der Show waren der Cowboy-Schauspieler Dick Reinhart, Mary Lou, das Carl Jones Quartett, Harpo and Tiny, Rusty Marion, Dixie Boy Jordan und Cowboy Jess. Komiker der Show waren Lem Hawkins und Fred Fauntleroy.
Der Bluff Creek Round Up wurde während der gesamten 1940er-Jahre mit Erfolg gesendet, Ende des Jahrzehntes aber abgesetzt.

## Gäste und Mitglieder
| - Lem Hawkins - Ann Bond - Hiram Higsby - Dick Reinhart - Carl Jones Quartet - Dixie Boy Jordan - Mary Lou - Rusty Marion - Prairie Songbirds - Fred Fauntleroy - Guy Sanderson and the Bluff Creek Rounders | - Cowboy Jess - Rhythm Rangers - Harpo and Tiny - Mary Conrady - The Three Shuksters - Will Rogers - Cousin Jack Beasley - Lexie Lou |